# دونالد نيكسون
دونالد نيكسون (بالإنجليزية: Donald Nixon)‏ هو صاحب مطعم وسياسي أمريكي، ولد في 23 نوفمبر 1914، وتوفي في 27 يونيو 1987.